# The Monotones
The Monotones est un groupe américain de doo-wop des années 1950.
Composé de six membres d'origine africaine, le groupe est surtout connu pour son single The Book of Love qui a atteint la 5e place du Billboard Top 100 en 1958.
Les membres du groupe sont : Charles Patrick (1938), Warren Davis (1939), George Malone (1940-2007), Frankie Smith (1938-2000), John Ryanes (1940-1972) et Warren Ryanes (1937-1982).
Plusieurs autres groupes ont porté le même nom.